# ハンガーノック
ハンガーノック（英語: Hitting the wall、オランダ語: Hongerklop）は、激しく長時間に渡るスポーツの最中、極度の低血糖状態に陥ること。日常生活中に発生することは稀である。
自動車に例えるならば走行中のガス欠（燃料切れ）であり、肉体がエネルギーを失った状態を意味する。この時、自らの意志とは関係なく、体は動きを停止する。脳へのエネルギー供給量も減少するため、意識の低下や思考の鈍化を生じる。
休息を取ることで、脂肪など分解に時間がかかるエネルギーが供給されて回復する。より早い回復には、ブドウ糖・果糖などの糖質補給が有効である。緊急時には、点滴を打つなどして血糖量を直接回復させることもある。
予防策として、耐久競技など長時間に渡るスポーツにおいて、競技中に適度な補給食をこまめに摂取することが行われる。
日本においては、マラソン、登山、ロードレース、トライアスロン、クロスカントリースキーなど耐久競技の分野で「ハンガーノック」という言葉が定着しているが、これは1960年代の南アフリカの自転車選手が使用した"hunger knock"、"hunger bonk"、"bunger honk"という言葉に由来している。英語圏では"Hitting the wall"もしくは"bonking"という表現が一般的に用いられている。

## 文化
- ひだる神 - 旅人が空腹感を覚えながら一歩も動けなくなる現象に名付けられた神で、ハンガーノックと関係性が指摘される[1]。